# 강문영
강문영(姜文英, 본명: 강유진, 1966년 3월 5일 ~ )은 대한민국의 배우이다.

## 주요 이력
경기도 파주에서 출생하여 지난날 한때 서울 서대문구 북아현동을 거쳐 지난날 한때 강원도 춘천에서 잠시 유아기를 보낸 적이 있으며 이후 경기도 파주에서 성장한 그녀는 1983년 고등학교 재학 중 CF 모델로 데뷔하였다. 1985년 프랑스로 유학을 떠나 알리앙스 프랑세즈에 다니다가 중퇴 후 1986년 MBC 공채 18기 탤런트로 입문하였다.
한편, MBC 베스트극장 '노란 잠수함' 이후 한동안 연기활동을 쉬었다가 2003년 SBS 오픈드라마 남과 여 '아름다운 선택'으로 본격적인 방송활동을 재개했으나 2005년 말 MBC 신돈을 통해 연속극 복귀를 했다.
이후,  두 번째 이혼 때문에 한동안 공백기를 가졌고 2011년 같은 채널 내 마음이 들리니로 안방극장에 돌아왔다.
그 뒤, 어머니로서의 역할을 다 하기 위해 또다시 공백기를 가졌다가 MBC 앵그리맘으로 브라운관 복귀를 했다.

## 학력
- 상명초등학교 (졸업)
- 파주중학교 (졸업)
- 위례여자상업고등학교 (졸업)

## 결혼과 이혼
1995년 이승철과 결혼하였으나 성격차로 1997년에 이혼했다. 이후 2007년 세 살연하의 사업가 일반인과 재혼해 같은 해 7월 딸을 출산했지만, 2009년 이혼했다.

## 출연작

### 드라마
- 1986년 MBC 일요아침드라마 《한지붕 세가족》 ... 혜원 역
- 1987년 MBC 미니시리즈 《아름다운 밀회》
- 1987년 MBC 미니시리즈 《퇴역전선》 ... 천희진 역
- 1987년 KBS1 일일연속극 《푸른 해바라기》
- 1987년 KBS2 일일연속사극 《꼬치미》... 꼬치미의 연인 역
- 1989년 KBS2 미니시리즈 《끝없는 사랑》... 지수완 역
- 1989년 MBC TV피처 《아담의 초상》 ... 혜진 역
- 1990년 MBC 미니시리즈 《재미있는 세상》 ... 최경옥 역
- 1991년 KBS1 대하드라마 《왕도》 ... 홍국영의 누이동생, 홍남이 역
- 1991년 KBS2 주말연속극 《야망의 세월》 ... 다혜 역
- 1991년 MBC 목요드라마 《도시인》 ... 강나영 역
- 1991년 KBS2 미니시리즈 《교토 25시》 ... 시즈에 역
- 1992년 SBS 월화연속극 《비련초》 ... 유애리 역
- 1992년 KBS2 주말연속극 《사랑을 위하여》 ... 수정 역
- 1993년 SBS 아침드라마 《사랑의 조건》 ... 오유미 역
- 1993년 KBS2 미스터리멜로 《금요일의 여인》 〈제8화 강문영의 어둠속의 미소〉... 윤정 역
- 1993년 KBS2 미니시리즈 《비검》
- 1994년 MBC 미니시리즈 《아담의 도시》... 유희진 역
- 1994년 SBS 수목연속극 《좋은걸 어떡해》 ... 이세진 역
- 1995년 SBS 아침드라마 《엘레지》 ... 민지혜 역
- 1995년 SBS 일일연속극 《사랑의 찬가》 ... 채선 역
- 1996년 MBC 대하드라마 《미망》 ... 박승재 처 역
- 1997년 SBS 월화드라마 《여자》
- 1998년 SBS 일일연속극 《7인의 신부》
- 1999년 SBS 아침드라마 《그녀의 선택》
- 1999년 SBS 일요아침드라마 《달콤한 신부》
- 2000년 MBC 단막극 《MBC 베스트극장 - 노란 잠수함》 ... 수정 역
- 2005년 MBC 대하드라마 《신돈》 ... 초선 역
- 2011년 MBC 주말연속극 《내 마음이 들리니》 ... 김신애 역
- 2012년 MBC 미니시리즈 《아랑사또전》 ... 서씨 역
- 2015년 MBC 수목드라마 《앵그리맘》 ... 도윤희 역
- 2015년 MBC 월화특별기획 《화정》... 윤씨부인 역
- 2019년 MBC 수목미니시리즈 《봄이 오나 봄》 ... 김혜라 역
- 2022년 KBS1 대하드라마 《태종 이방원》... 정도전의 처 경숙택주 최씨 역

### 영화
- 1983년 《모두 다 사랑하리》
- 1983년 《스물하나의 비망록》 ... 의대생 청조 역
- 1983년 《대학 들개》
- 1986년 《서울 손자병법》
- 1988년 《뽕 2》 ... 치근네 역
- 1990년 《물 위를 걷는 여자》 ... 민희 역
- 1992년 《우리사랑 이대로》 ... 신우 역
- 1993년 《뜨거운 비》 ... 희란 역
- 1995년 《도둑과 시인》 ... 채민 역
- 2007년 《굿바이 데이》 ... 우민 모, 채영 역

### 방송
- 1983년 MBC 《쇼 2000》 ... MC
- 1987년 MBC 《12시 올스타쇼》
- 1988년 KBS 《올스타데이트》
- 1991년 MBC 《토요일 토요일은 즐거워》
- 1991년 MBC 《유쾌한 스튜디오》
- 1991년 MBC 《퀴즈여행 달려라 지구촌》
- 1991년 MBC 《일요큰잔치》
- 1991년 MBC 《우정의 무대》
- 1991년 MBC 《일요일 일요일 밤에 - 비디오는 내친구》
- 1992년 SBS 《스타와 만나요》
- 1993년 SBS 《한밤의 TV연예》
- 1995년 KBS 《밤과 음악사이》
- 1996년 KBS 《연예가중계》
- 1996년 MBC 《10시 임성훈입니다》
- 1996년 SBS 《달빛소나타》
- 1996년 KBS 《감동 깜짝쇼》
- 1996년 KBS 《체험 삶의 현장》
- 1997년 KBS 《TV는 사랑을 싣고》
- 2016년 SBS 《불타는 청춘》

## 가족 관계
- 아버지: 강두희
- 어머니: 권오춘
- 배우자: 이승철(1993년 10월 결혼~1997년 이혼)
- 배우자: 홍모씨 - 2007년 결혼했으나, 몇달 뒤 이혼
  - 딸: 홍예주(2007년 7월 27일~ )